# Borkowski

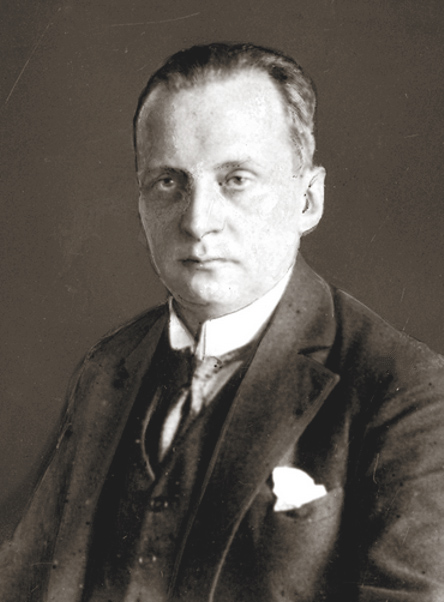
Piotr Dunin-Borkowski (1890-1924)

Borkowski (ook: Dunin-Borkowski) is een oud-adellijk geslacht uit Polen.

## Geschiedenis
De eerste vermeldingen van leden van het geslacht dateren van 1415 uit Borkowice in Sandomierz. De titel van graaf werd in 1818 in Oostenrijk voor alle leden van het geslacht erkend, en in 1821 in Polen.

## Enkele telgen
Eduard graaf Dunin-Borkowski (1812-1859)
- Jerzy Sewer Teofil graaf Dunin-Borkowski (1856-1908)
  - Piotr graaf Dunin-Borkowski (1890-1949), woiwode, Pools politicus en publicist
    - Georg graaf Dunin-Borkowski (1924), stamvader van de tak in Peru